# Cobb-Douglas-Funktion

Cobb-Douglas-Funktion der Form. Zu sehen ist die produzierte Menge in Abhängigkeit vom Kapital- und Arbeitseinsatz

In der Volkswirtschaftslehre (dort insbesondere in der Mikroökonomik) und Ökonometrie bezeichnet man als Cobb-Douglas-Funktion eine Klasse von Funktionen, die häufig zur Formulierung von Nutzen- und Produktionsfunktionen verwendet wird. Falls die betrachtete Cobb-Douglas-Funktion spezifische Anforderungen erfüllt, handelt es sich allgemeiner um eine neoklassische Produktionsfunktion.

## Geschichtlicher Hintergrund
Die Cobb-Douglas-Funktion basiert auf Erkenntnissen, die Johann Heinrich von Thünen bereits in der ersten Hälfte des 19. Jahrhunderts in der Landwirtschaft sammelte. Mit seiner Pro-Kopf-Kapitalertragsfunktion
{\displaystyle p=c\cdot q^{n}}
mit {\displaystyle c} als Niveauparameter, {\displaystyle p} und {\displaystyle q} als Ertrag bzw. Kapitaleinsatz je Arbeiter und {\displaystyle n} als Substitutionselastizität des Kapitals hat er die erste indirekt formulierte Cobb-Douglas-Produktionsfunktion entwickelt.
In der Geschichte der Cobb-Douglas-Funktion werden oft zwei frühe Arbeiten zitiert: Coordination of the Laws of Distribution (1894) von Philip Wicksteed und Lectures (1901) von Knut Wicksell (oder Ekonomisk Tidskrift, 1900). Trotz dieser Veröffentlichungen lässt sich zeigen, dass Wicksell seinen funktionalen Zusammenhang schon 1895 implizit und ab 1900 explizit benutzte.
Es gelang somit dem schwedischen Ökonomen Knut Wicksell (1851–1926), die Zusammenhänge zwischen Produktionsfaktoren und Gesamtproduktion bei einer vorhandenen Substitutionselastizität als Produktionsfunktion in der heute bekannten Form zu formulieren.

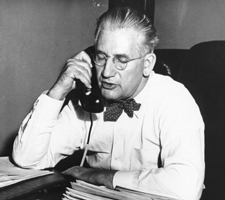
Paul Howard Douglas

Der US-amerikanische Ökonom Paul Howard Douglas begann 1927 mit einer ersten Formulierung der Cobb-Douglas-Produktionsfunktion. Douglas befasste sich am Beispiel des produzierenden Gewerbes in den USA zwischen 1899 und 1922 empirisch mit der Frage, welcher Zusammenhang zwischen der dortigen Produktion {\displaystyle Y} und dem Kapitalstock {\displaystyle K} sowie der Anzahl der beschäftigten Arbeiter {\displaystyle L} besteht. Auf der Suche nach einer funktionalen Beschreibung dieses Zusammenhangs – einer so genannten Produktionsfunktion – besprach er sich mit einem Kollegen, dem Mathematiker Charles Wiggins Cobb, der ihm die zuvor bereits von Wicksell und Wicksteed benutzte Funktion
{\displaystyle Y=b\cdot L^{k}K^{1-k}}
vorschlug.
1928 schätzten sie mittels der Methode der kleinsten Quadrate für {\displaystyle k} – die so genannte Produktionselastizität der Arbeit – einen Wert von {\displaystyle 0{,}75}; das Ergebnis konnte später auch vom National Bureau of Economic Research mit einem Wert von {\displaystyle 0{,}741} approximativ repliziert werden.

## Definition
Als Cobb-Douglas-Funktion bezeichnet man allgemein eine Funktion {\displaystyle z\colon \mathbb {R} _{+}^{n}\to \mathbb {R} _{+}}, gegeben durch:
{\displaystyle z(x_{1},\dotsc ,x_{n})=\beta \cdot \prod _{i=1}^{n}x_{i}^{\alpha _{i}}=\beta \cdot x_{1}^{\alpha _{1}}\cdot \dotsc \cdot x_{n}^{\alpha _{n}}}
mit {\displaystyle \beta >0}; {\displaystyle x_{i}>0} und {\displaystyle \alpha _{i}>0} für alle {\displaystyle i=1,\dotsc ,n}.
Der Niveauparameter {\displaystyle \beta } bewirkt, je nach Größe, eine Skalierung der Funktion nach oben oder unten. Somit kann der Niveauparameter als eine Art Effizienzparameter der Firma oder Volkswirtschaft betrachtet werden. Regelmäßig wird in der Literatur auf den Niveauparameter verzichtet oder dieser gleich Eins gesetzt, da er bei entsprechender Skalierung der anderen Faktoren obsolet wird.
Eine weitere Einschränkung sieht vor, dass sich die Exponenten zu eins aufsummieren:
{\displaystyle \sum \nolimits _{i=1}^{n}\alpha _{i}=\alpha _{1}+\dotsb +\alpha _{n}=1}.
Diese Annahme gewährleistet konstante Skalenerträge. Bei Produktionsfunktionen bedeuten konstante Skalenerträge, dass ein vermehrter/verminderter Einsatz der Produktionsfaktoren zu einer im gleichen Verhältnis erhöhten/verminderten Produktion führt. Eine Verdopplung aller Faktoreinsätze der Produktionsfaktoren führt somit zu einer Verdopplung des Gesamtproduktions. Bei ordinalen Nutzenfunktionen ist die Annahme konstanter Skalenerträge gleichbedeutend mit Homothetie; sie induziert lineare Engelkurven.
Unterschiedliche Verwendungszwecke

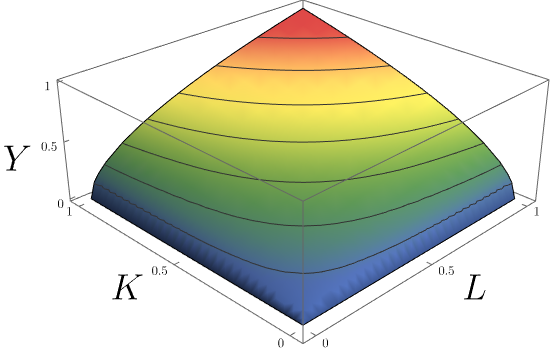
Produzierte Menge in Abhängigkeit vom Kapital- und Arbeitseinsatz

Nutzt man die Funktion als Produktionsfunktion, bezeichnet man sie regelmäßig mit {\displaystyle Y} (statt {\displaystyle z}), um auszudrücken, dass sie die produzierte Menge eines Gutes anzeigt. Die {\displaystyle x_{i}} stehen dann für die Menge des eingesetzten Produktionsfaktors {\displaystyle i}, wobei es {\displaystyle n} Produktionsfaktoren gibt. Häufig verwendet wird so beispielsweise die Zwei-Faktoren-Cobb-Douglas-Produktionsfunktion {\displaystyle Y=\beta \cdot L^{\alpha _{1}}K^{\alpha _{2}}} (bisweilen vereinfacht zu {\displaystyle Y=L^{\alpha }K^{1-\alpha }} mit {\displaystyle 0<\alpha <1}), wobei {\displaystyle K} für den Kapital- und {\displaystyle L} für den Arbeitseinsatz steht.
Bei der Verwendung als Nutzenfunktion (in der Regel {\displaystyle u}; von englisch utility für Nutzen) bezeichnet {\displaystyle x_{i}} die Menge des konsumierten Gutes {\displaystyle i}. Für den Zwei-Güter-Fall verwendet man zumeist die Form {\displaystyle u(x_{1},x_{2})=x_{1}^{\alpha }\cdot x_{2}^{1-\alpha }}; wegen der monotonen Transformierbarkeit von ordinalen Nutzenfunktionen wäre der Faktor {\displaystyle \beta } ohnehin obsolet. Die Exponenten ergeben auch hier eins, um die Eigenschaft der konstanten Skalenerträge zu bewahren (die wie oben beschrieben auch durch die Transformierbarkeit der Nutzenfunktion gerechtfertigt ist).

## Eigenschaften
Elastizitätsinterpretation
Die zentrale Eigenschaft von Funktionen des Cobb-Douglas-Typs ist, dass die Exponenten einer unmittelbaren Interpretation zugänglich sind, handelt es sich doch bei {\displaystyle \alpha _{i}} gerade um die Elastizität von {\displaystyle z} bezüglich {\displaystyle x_{i}}. Betrachtet man zum Beispiel die Cobb-Douglas-Produktionsfunktion, so handelt es sich bei {\displaystyle \alpha _{i}} um die so genannte Produktionselastizität des Produktionsfaktors {\displaystyle i} – sie gibt approximativ an, um wie viel Prozent der Gesamtproduktion {\displaystyle y} steigt, wenn die eingesetzte Menge des Faktors {\displaystyle i} um ein Prozent erhöht wird. Es sei beispielsweise für eine Volkswirtschaft folgende Cobb-Douglas-Produktionsfunktion
{\displaystyle Y(t)=T\cdot K(t)^{\alpha }L(t)^{1-\alpha }} mit {\displaystyle \alpha \in (0,1)}
maßgebend. Zu jedem Zeitpunkt ({\displaystyle t}) wird in der Volkswirtschaft unter dem Einsatz der Produktionsfaktoren Arbeit ({\displaystyle L}) und Kapital ({\displaystyle K}) mithilfe eines gegebenen Technologielevels ({\displaystyle T}) die Gesamtproduktion (Y) produziert. Dann bezeichnet vorliegend
{\displaystyle \sigma _{K}\equiv {\frac {\partial Y}{\partial K}}{\frac {K}{Y}}={\frac {[\alpha \cdot T\cdot K(t)^{\alpha -1}L(t)^{1-\alpha }]\cdot K(t)}{T\cdot K(t)^{\alpha }L(t)^{1-\alpha }}}=\alpha }
die Produktionselastizität des Kapitals, die bei dieser Produktionsfunktion dem Exponenten {\displaystyle \alpha } entspricht, der wiederum die Kapitaleinkommensquote repräsentiert. Folglich steigt der Gesamtproduktion bei einer (infinitesimal) kleinen Erhöhung des Kapitals, um die Kapitaleinkommensquote.
Analog gilt für die Produktionselastizität der Arbeit
{\displaystyle \sigma _{L}\equiv {\frac {\partial Y}{\partial L}}{\frac {L}{Y}}={\frac {[(1-\alpha )\cdot T\cdot K(t)^{\alpha }L(t)^{-\alpha }]\cdot L(t)}{T\cdot K(t)^{\alpha }L(t)^{1-\alpha }}}=(1-\alpha ),}
dass sie dem Exponenten ({\displaystyle 1-\alpha }) entspricht, der wiederum die Lohneinkommensquote repräsentiert. Diese Resultate finden vor allem in der Wachstumstheorie Anwendung.
Substitutionselastizität
Bei einer Cobb-Douglas-Produktionsfunktion beträgt die Substitutionselastizität – das heißt das Verhältnis der relativen Änderung des Verhältnisses des Faktoreinsatzes zur relativen Änderung der Grenzrate der Substitution – stets eins. Für die o. g. Cobb-Douglas-Produktionsfunktion gilt also für die Substitutionselastizität
{\displaystyle \sigma _{K,L}\equiv {\frac {\mathrm {d} \ln(K/L)}{\mathrm {d} \ln(Y_{L}/Y_{K})}}=1.}
Korrespondierende Nachfragefunktionen
Nachfragefunktionen, die aus einer Cobb-Douglas-Nutzenfunktion gewonnen werden, haben die Eigenschaft, dass die Haushalte für die Güter {\displaystyle x_{i}} immer einen konstanten Anteil {\displaystyle {\tfrac {a_{i}}{\sum \nolimits _{i=1}^{n}\alpha _{i}}}} von ihrem Einkommen ausgeben. Diese Anwendung stellt ein Beispiel dafür dar, weshalb die im überstehenden Abschnitt angesprochene Eigenschaft {\displaystyle \sum \nolimits _{i=1}^{n}\alpha _{i}=1} oftmals den Umgang mit der Funktion erleichtert; dann nämlich lässt sich der Exponent direkt als der gesuchte konstante Anteil interpretieren.
Skalenerträge und Skalenelastizität
Die Skalenerträge sind für {\displaystyle \sum \nolimits _{i=1}^{n}\alpha _{i}=1} konstant (das heißt für den Fall einer Produktionsfunktion beispielsweise, dass sich der Gesamtproduktion verdoppelt, wenn man die Einsatzmengen der Produktionsfaktoren verdoppelt), für {\displaystyle \sum \nolimits _{i=1}^{n}\alpha _{i}<1} abnehmend (eine Verdoppelung der Einsatzmenge der Produktionsfaktoren führt zu weniger als einer Verdoppelung des Gesamtproduktions) und für {\displaystyle \sum \nolimits _{i=1}^{n}\alpha _{i}>1} zunehmend (eine Verdoppelung der Einsatzmenge der Produktionsfaktoren führt zu mehr als einer Verdoppelung des Gesamtproduktions).
Die Skalenelastizität – also die approximative Änderung der Produktion in Prozent infolge einer einprozentigen Erhöhung aller Produktionsfaktoren – entspricht der Summe der Exponenten, {\displaystyle \sum \nolimits _{i=1}^{n}\alpha _{i}}.
Homogenität und (Quasi-)Konkavität
Allgemein gilt darüber hinaus, dass die Cobb-Douglas-Funktion im definierten Sinne homogen vom Grade {\displaystyle \sum \nolimits _{i=1}^{n}\alpha _{i}} ist. Weiter ist sie quasikonkav für alle {\displaystyle \alpha _{i}}; konkav, wenn {\displaystyle \sum \nolimits _{i=1}^{n}\alpha _{i}\leq 1} und sogar strikt konkav, falls {\displaystyle \sum \nolimits _{i=1}^{n}\alpha _{i}<1}.
Strikte Essentialität
Die Cobb-Douglas-Produktionsfunktion weist weiterhin die Eigenschaft der strikten Essentialität auf d. h., dass die Ausbringungsmenge 0 beträgt, wenn von einem Produktionsfaktor nichts eingesetzt wird. Diese Eigenschaft impliziert, dass die Funktion stets durch den Ursprung verläuft. Formal,
{\displaystyle z(x_{1},\dotsc ,x_{i-1},0,x_{i+1},\dotsc ,x_{n})=0\;\;\forall x_{i}}.
Beispielsweise kann eine Volkswirtschaft, dessen Produktion sich mit einer Cobb-Douglas-Produktionsfunktion mit den Produktionsfaktoren Arbeit und Kapital modellieren lässt, keinerlei Gesamtproduktion generieren, wenn einer der Faktoren nicht eingesetzt wird.

## Beispiele

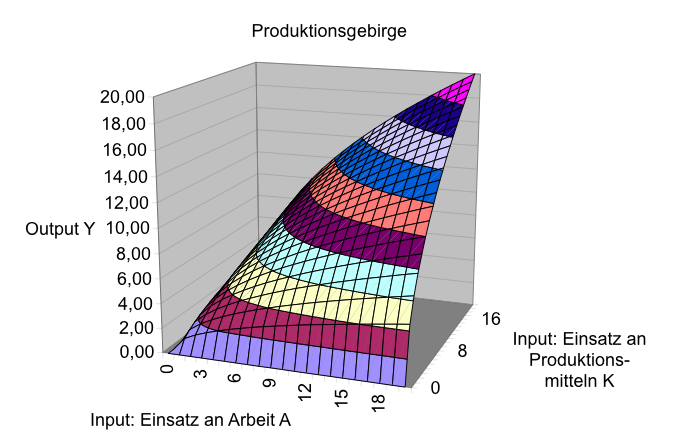
Linear-homogene Cobb-Douglas-Produktionsfunktion

In der Abbildung ist eine linear homogene Cobb-Douglas-Produktionsfunktion als „Produktionsgebirge“ dargestellt. Die Fläche des Gebirges setzt sich aus Geraden zusammen, die vom Ursprung {\displaystyle (0{,}0{,}0)} ausgehen. Hält man einen Produktionsfaktor konstant und erhöht den anderen Produktionsfaktor (ceteris-paribus-Analyse), dann erhöht sich auch der Gesamtproduktion, aber in immer geringerem Maße, die partielle Grenzproduktivität eines Faktors nimmt mit steigender Einsatzmenge dieses Faktors ab. Die partielle Grenzproduktivität ist die Steigung des Produktionsgebirges, wenn man sich auf ihm senkrecht zur Achse des konstant gehaltenen Produktionsfaktors bewegt.
Bewegt sich die Volkswirtschaft entlang einer „Höhenlinie“, dann wird der Einsatz eines Produktionsfaktors durch den des anderen substituiert. Es gilt das Gesetz von der abnehmenden Grenzrate der technischen Substitution.
Folgende dreidimensionale Darstellung zeigt eine Cobb-Douglas Produktionsfunktion der Form {\displaystyle z(x_{1},x_{2})=x_{1}^{1/2}\cdot x_{2}^{1/2}}. Die Höhenlinien, die in Form von Indifferenzkurven vorliegen, können durch einen waagerechten Schnitt durch das Nutzengebirge und anschließender Projektion auf {\displaystyle x_{1}-x_{2}}-Ebene dargestellt werden.

## Geltungsbereich der Produktionsfunktion
Die Cobb-Douglas-Produktionsfunktion eignet sich vor allem zur Modellierung größerer wirtschaftlicher Systeme (von größeren Unternehmen bis hin zu ganzen Volkswirtschaften). Empirische Studien über die deutsche Chemieindustrie zwischen 1960 und 1975 ergaben beispielsweise folgende Schätzung:
- Beiersdorf AG: {\displaystyle \quad Y=e^{0,04t}L^{0,84}K^{0,39}}

- BASF: {\displaystyle \quad Y=e^{0,07t}L^{0,51}K^{0,49}}

Dabei ist der Regressionskoeffizient {\displaystyle \beta } durch einen Parameter ersetzt worden, der im Zeitablauf {\displaystyle t} steigt und den technischen Fortschritt anzeigt.
Aus Sicht der Betriebswirtschaftslehre ist die Cobb-Douglas-Produktionsfunktion zu stark aggregiert. Bei sehr großen Betrieben kann man zwar näherungsweise davon ausgehen, dass die Faktoren Arbeit und Kapital beliebig teilbar sind, für die meisten Unternehmen ist dies jedoch nicht der Fall. Beliebige Teilbarkeit ist jedoch eine implizite Annahme der Cobb-Douglas-Produktionsfunktion die dazu führt, dass sie differenzierbar ist. Daher wurde in der Betriebswirtschaftslehre die Gutenberg-Produktionsfunktion entwickelt, die der betrieblichen Praxis näher kommt.

## Ökonometrisches Modell
Die Cobb-Douglas-Funktion lässt sich durch einige Transformationen einfach als ökonometrisches Modell darstellen. Man gehe von folgender Cobb-Douglas-Funktion aus:
{\displaystyle Y_{t}=T\cdot K_{t}^{\alpha }L_{t}^{1-\alpha }} mit {\displaystyle \alpha \in (0,1)}
Als ersten Schritt berechnet man für die bessere Handhabung die Pro-Kopf-Version der Funktion:
{\displaystyle {\frac {Y_{t}}{L_{t}}}={\frac {T\cdot K_{t}^{\alpha }L_{t}^{1-\alpha }}{L_{t}}}=A\cdot \left({\frac {K_{t}}{L_{t}}}\right)^{\alpha }}
Um ein lineares Modell zu gewinnen, erfolgt eine Linearisierung der Funktion durch Logarithmieren:
{\displaystyle \ln \left({\frac {Y_{t}}{L_{t}}}\right)=\ln \left(A\cdot \left({\frac {K_{t}}{L_{t}}}\right)^{\alpha }\right)=\ln \left(A\right)+\alpha \cdot \ln \left({\frac {K_{t}}{L_{t}}}\right)}
Somit erhält man schließlich das ökonometrische Modell:
{\displaystyle y_{t}=\beta _{1}+x_{t2}\beta _{2}+\varepsilon _{t}} wobei {\displaystyle \beta _{1}=\ln \left(A\right),\;\beta _{2}=\alpha ,\;y_{t}=\ln \left({\frac {Y_{t}}{L_{t}}}\right),\;x_{t2}=\ln \left({\frac {K_{t}}{L_{t}}}\right)}
Die unbekannten Parameter dieses Modells können mithilfe der linearen Einfachregression geschätzt werden. Durch die Logarithmierung ergibt sich, dass der Fehlerterm
{\displaystyle \varepsilon _{t}} einer logarithmischen Normalverteilung folgt ({\displaystyle \varepsilon _{t}\sim {\text{log-normal}}(\mu ,\sigma ^{2})}).
Verallgemeinert kann ein ökonometrische Modell mit den Produktionsfaktoren I und dem Gesamtproduktionfaktor Y wie folgt dargestellt werden:
{\displaystyle \ln(Y_{t})=\beta _{1}+\sum _{k=2}^{K}\beta _{k}\ln(I_{tk})}.